# A Beautiful Life
A Beautiful Life är en dansk romantisk drama- och musikfilm som hade premiär på strömningstjänsten Netflix den 1 juni 2023. Filmen är regisserad av Mehdi Avaz efter manus skrivet av Stefan Jaworski. I huvudrollen ses den danska sångaren och musikern Christopher.

## Handling
Filmen kretsar kring fiskaren, Elliott. Elliot har levt ett tufft liv och saknar nära relationer. Elliot har en fantastisk röst och en dag blir han upptäckt av den kända managern Suzanne och får därmed sitt livs möjlighet. Elliott blir ihopparad med hennes dotter Lily som även är musikproducent.

## Rollista (i urval)
- Christopher – Elliott Winther
- Inga Ibsdotter Lilleaas – Lilly Taylor
- Christine Albeck Børge – Suzanne Taylor (Lillys mamma)
- Ardalan Esmaili – Patrick (Suzannes sambo/pojkvän)
- Sebastian Jessen – Oliver (Elliotts bästa vän)
- Paw Henriksen – Jesper (Elliotts chef)
- Jonathan Harboe – Dennis
- Tobias Stelzner – hamnarbetare